# بوگدان پوپا
بوگدان پوپا (به انگلیسی: Bogdan Popa) ژیمناست زادهٔ ۸ مارس ۱۹۸۴ میلادی اهل کشور رومانی است.